# Sharon Belle

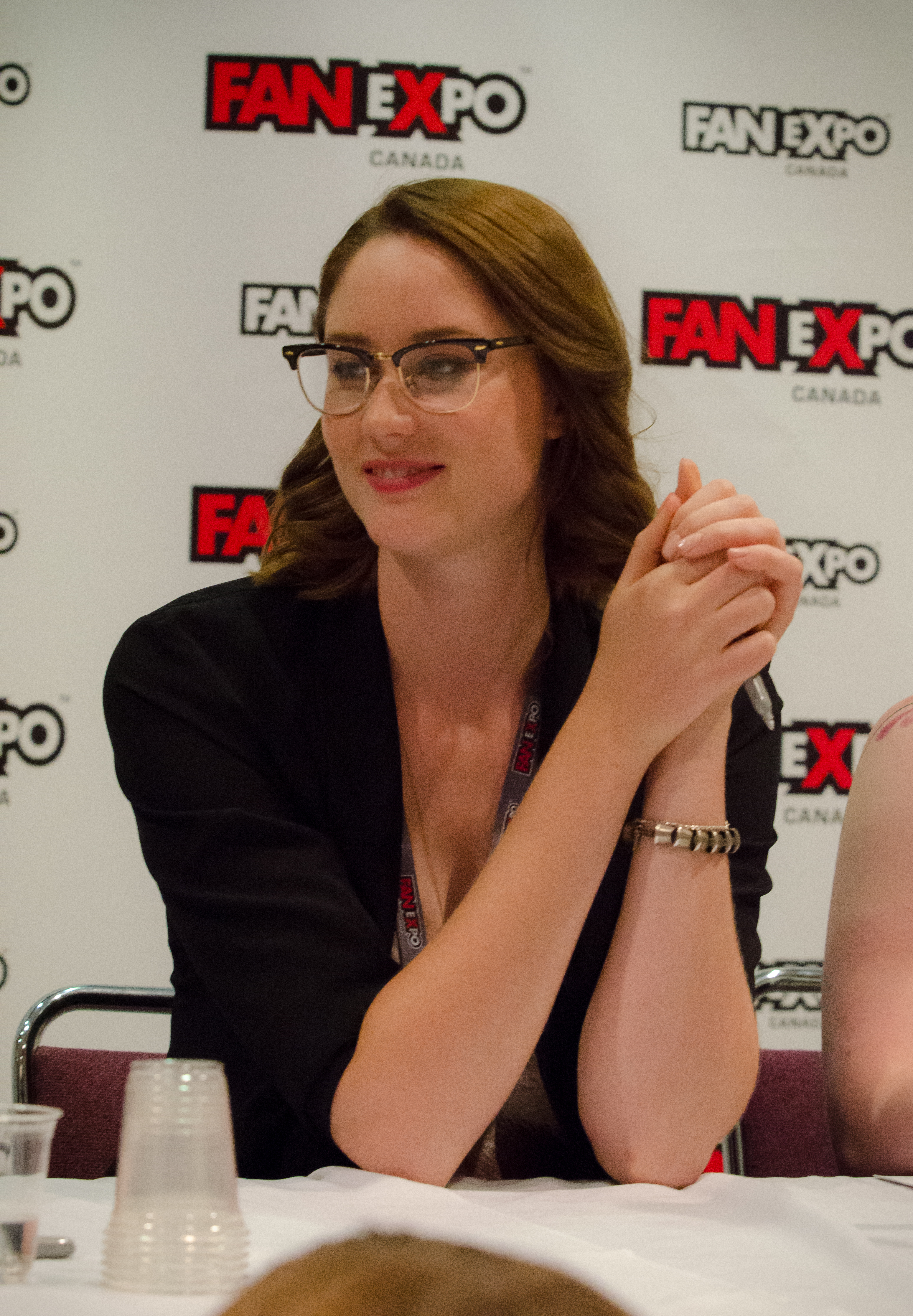
Sharon Belle, 2015

Sharon Belle (* 7. Mai 1993 in Keswick, Ontario) ist eine kanadische Schauspielerin.

## Leben
Belle wuchs in Keswick auf. Bereits im sehr jungen Alter begann sie professionell im Theater zu arbeiten. Schließlich zog sie nach Toronto und studierte Schauspiel in Film und Fernsehen (Acting on Film and Television) am Humber College. Später war sie in verschiedenen Filmen zu sehen. Außerdem trat sie im Buddies in Bad Times Theatre auf. 2014 spielte sie eine der Hauptrollen im Theaterstück The Shimmering Odessa Building or Whatever (Alumnae Theatre). Im selben Jahr wurde sie als Danny Lawrence in der Webserie Carmilla gecastet.
Die Webserie wurde von vielen Fans aus aller Welt angesehen. 2015 schaffte es Belle auf den 46. Platz von AfterEllens Hot 100 List, damit erreichte sie einen höheren Platz als Stars wie Emma Stone. 2016 trat Belle in der Webserie Couple-ish auf. Sie spielte Rachel, eine lesbische Londonerin, deren Visum abläuft und die in Toronto bleiben möchte. Im selben Jahr bekam sie eine der Hauptrollen im Film Operation Avalanche.
Neben dem Schauspielen spielt Belle Gitarre. Sie spricht Französisch und English.

## Filmografie
- 2013: Paranormal Witness (Fernsehserie, 1 Folge)
- 2014–2016: Carmilla (Webserie, 52 Folgen)
- 2015: Fuck Buddies (Kurzfilm)
- 2015: Rhapsody (Kurzfilm)
- 2015–2016: Couple-ish (Webserie, 20 Folgen)
- 2016: Operation Avalanche
- 2016: The Bookstore
- 2016: 9 Days with Cambria (Miniserie, 1 Folge)
- 2016: Female Therapy (Fernsehserie, 6 Folgen)
- 2016–2019: Swerve (Webserie, 27 Folgen)
- 2017: Defective
- 2017: The Carmilla Movie (Spielfilm)
- 2017: Swift and Loose (Webserie, 8 Folgen)
- 2017–2018: Allie & Lara Make a Horror Movie (Fernsehserie, 11 Folgen)
- 2018: American Dynasties: The Kennedys (Fernsehserie, 2 Folgen)
- 2018: The Control
- 2018: Step Sisters (Webserie, 17 Folgen)
- 2018: Terminally in Love (Kurzfilm)
- 2019: Suits (Fernsehserie, 1 Folge)